# Mockträsket
Mockträsket är en sjö i Bodens kommun i Norrbotten och ingår i Alåns huvudavrinningsområde. Sjön har en area på 3,58 kvadratkilometer och ligger 41,1 meter över havet. Sjön avvattnas av vattendraget Alån (Långsjöån).

## Delavrinningsområde
Mockträsket ingår i det delavrinningsområde (730358-176632) som SMHI kallar för Utloppet av Mockträsket. Medelhöjden är 65 meter över havet och ytan är 27,21 kvadratkilometer. Räknas de 14 avrinningsområdena uppströms in blir den ackumulerade arean 326,77 kvadratkilometer. Avrinningsområdets utflöde Alån (Långsjöån) mynnar i havet. Avrinningsområdet består mestadels av skog (71 procent). Avrinningsområdet har 3,58 kvadratkilometer vattenytor vilket ger det en sjöprocent på 13,1 procent.